# Tássos Kourákis
Anastásios « Tássos » Kourákis (grec moderne : Αναστάσιος «Τάσος» Κουράκης) est un généticien et homme politique grec né en 1948 à Thessalonique et mort le 10 octobre 2021. Il est membre du parti SYRIZA.

## Biographie
En 2012, il est chargé de l'éducation dans le cabinet fantôme (« σκιώδης κυβέρνηση ») de SYRIZA avec Theanó Fotíou.
Lors des élections législatives grecques de janvier 2015, il est élu député au Parlement grec sur la liste de la SYRIZA dans la première circonscription de Thessalonique.
Tássos Kourákis meurt le 10 octobre 2021 à l'âge de 73 ans des suites d'un cancer.